# Посольство Швейцарии в Новой Зеландии
Посольство Швейцарии в Новой Зеландии (нем. Schweizerische Botschaft in Neuseeland; фр. Ambassade de Suisse en Nouvelle-Zélande; итал. Ambasciata di Svizzera in Nuova Zelanda) — дипломатическая миссия Швейцарии в Новой Зеландии. Посольство расположено в Мэритайм-Тауэр, современном семнадцатиэтажном офисном здании с видом на гавань Веллингтона. Здание было построено в 2006 году.

## Функционал
Посольство отвечает за дипломатические отношения Швейцарии с Новой Зеландией, Фиджи, Самоа, Тонга, Тувалу и Островами Кука. Представляет политические, консульские, экономические, финансовые, юридические, научные и культурные интересы Швейцарии в этих государствах. Посольство также является консульским представительством для Ниуэ и Американского Самоа, посол выполняет функции генерального консула на этой территории Соединённых Штатов Америки.
В Новой Зеландии проживает около 7000 граждан Швейцарии, и посольство предлагает весь спектр консульских услуг этому населению. Кроме того, имеется: консульство Швейцарии в Окленде, генеральное консульство в Суве (Фиджи), генеральное консульство в Апиа (Самоа) и генеральное консульство в Нукуалофе (Тонга).
В таблице показано количество граждан Швейцарии, проживающих в этих странах:
| Государство    | Зарегистрированные граждане Швейцарии | Количество |
| -------------- | ------------------------------------- | ---------- |
| Новая Зеландия | 8513                                  | 2023       |
| Фиджи          | 39                                    | 2023       |
| Самоа          | 23                                    | 2023       |
| Тонга          | 12                                    | 2023       |
| Тувалу         | 0                                     | 2023       |
| Острова Кука   | 22                                    | 2023       |

## История
Первым представительством Швейцарии в Новой Зеландии было консульство, основанное в 1912 году и располагавшееся в Окленде, но затем перемещенное в Веллингтон в 1937 году. Вальтер Шмид был с 1937 года первым кадровым консульским служащим, возглавлявшим консульство. В 1955 году статус представительства был повышен до генерального консульства, а дипломат Пьер Обаре стал первым генеральным консулом. После установления дипломатических отношений с Новой Зеландией в 1962 году статус был повышен до посольства. В 1963 году Жан-Пьер Вебер стал первым поверенным в делах .В 1966 году консульство в Окленде было вновь открыто под руководством почётного консула. Макс Корти стал первым послом Швейцарии в Новой Зеландии с 1969 года.
В 2007 (Самоа), 2012 (Фиджи) и 2017 (Тонга) годах Швейцария расширила свою представительскую сеть в регионе, открыв генеральные консульства с почётным генеральным консулом, возглавляющим пост.
После установления дипломатических отношений с Новой Зеландией, Швейцария сделала этот шаг в 1985 году с Королевством Тонга, в 1987 году с Западным Самоа (в настоящее время Самоа), в 1989 году с Республикой Фиджи, в 2005 году с Тувалу и в 2010 году с Островами Кука, самоуправляемой территорией в свободной ассоциации с Новой Зеландией.